# نادي الجليل لكرة السلة (إربد)
نادي الجليل الرياضي هو نادي كرة سلة أردني مقره في إربد، الأردن. ويتنافس حالياً في الدوري الأردني الممتاز لكرة السلة، وهو أعلى مستوى في كرة السلة الأردنية.

## تاريخi
تأسس نادي الجليل الرياضي عام 1952، وسُمي بهذا الاسم نسبة لمنطقة الجليل في فلسطين، والتي تشمل مناطق شمال فلسطين ، مثل الناصرة، وطبريا، وصفد، وغيرها.  تم تشكيلها من قبل أبناء مخيم إربد. يهدف النادي إلى تقديم الجانب الاجتماعي والثقافي والرياضي لمجتمع مخيم اربد. وعلى مدار تاريخه لعب النادي دور وطني في دعم القضية الفلسطينية وحق العودة ، وقام بالعديد من الأنشطة لمجتمعه.

## روابط خارجية
- الملف الشخصي للفريق في Asia-basket.com